# Thalía Valdivia
Pour les articles homonymes, voir Valdivia (homonymie).
Lizaida Thalía Valdivia Magariño, née le 24 février 1996 à Huánuco, est une coureuse de fond péruvienne. Elle a remporté les titres de championne d'Amérique du Sud de semi-marathon et de course en montagne en 2018.

## Biographie
Née à Huánuco, Thalia Valdivia décide de quitter sa famille à l'âge de 21 ans pour se concentrer sur sa carrière sportive en athlétisme. Elle déménage à Huancayo où elle y fait la connaissance de José Luis Chauca qui devient son entraîneur. Ses méthodes intensives portent rapidement ses fruits et Thalia Valdivia ne tarde pas à démontrer de bons résultats en course de fond.
Elle se révèle en 2018. Le 5 août, elle prend part aux championnats d'Amérique du Sud de semi-marathon à Paramaribo. Elle s'impose en 1 h 20 min 21 s et devance ses compatriotes Nélida Sullca et Nicolasa Condori pour un podium 100 % péruvien. Fin août, elle est invitée à participer à la course de montagne Andes Race de 13 kilomètres. Bien que n'ayant aucune expérience dans cette discipline, elle remporte la victoire à sa propre surprise. Le 29 septembre, elle domine l'épreuve du 10 000 mètres aux championnats d'Amérique du Sud d'athlétisme espoirs à Cuenca et remporte le titre en 36 min 58 s 03 avec près d'une minute et demi d'avance sur sa compatriote Sheyla Eulogio. Le 1er décembre, elle démontre à nouveau ses bonnes performances en course en montagne en remportant le titre sur l'épreuve classique lors des championnats d'Amérique du Sud de course en montagne à Minas.
Le 24 mai 2019, elle échoue à la quatrième place du 10 000 mètres en 33 min 48 s 46 lors des championnats d'Amérique du Sud d'athlétisme à Lima. Le 6 août, elle participe à l'épreuve du 10 000 mètres aux Jeux panaméricains de Lima. Elle s'y classe septième en 33 min 14 s 12. Le 15 novembre, elle prend le départ des championnats du monde de course en montagne à Villa La Angostura. Elle y effectue une solide course et parvient à se classer à la cinquième place, signant ainsi le meilleur résultat d'un athlète sud-américain, hommes et femmes confondus.
Le 29 février 2020, elle participe à la Coupe panaméricaine de cross-country à Victoria. Elle mène le contingent péruvien et s'empare de la médaille de bronze derrière la Canadienne Geneviève Lalonde et l'Américaine Carrie Verdon.
Le 28 juillet 2023, elle s'élance sur l'épreuve du 10 000 mètres des championnats d'Amérique du Sud d'athlétisme à São Paulo. Effectuant une course stratégique avec sa compatriote Luz Mery Rojas (de), elle effectue la course aux avant-postes et parvient à retenir l'Argentine Daiana Ocampo (en) pour remporter la médaille d'argent en 34 min 26 s 0, une seconde derrière Luz Mery Rojas. Deux jours plus tard, elle double la mise sur le 5 000 mètres en 16 min 12 s 45, battue par l'Argentine Fedra Luna (de).
Le 14 avril 2024, elle effectue une solide course lors du marathon de Rotterdam. Elle se classe sixième en 2 h 25 min 23 s. Elle établit un nouveau record du Pérou sur la distance et décroche son ticket pour le marathon des Jeux olympiques. Le 11 août, elle prend le départ du marathon des Jeux olympiques de Paris. Elle termine meilleure Sud-Américaine à la 18e place en 2 h 29 min 1 s.
Le 26 avril 2025, elle participe à l'événément Adizero: Road to Records (en) à Herzogenaurach. Prenant part à l'épreuve du 10 kilomètres, elle se classe septième en 31 min 44 s. Elle établit un nouveau record d'Amérique du Sud sur la distance, en battant de trois secondes celui établi par Edymar Brea.

## Palmarès

### Route/cross
| Année | Compétition                                     | Lieu       | Place | Épreuve       | Performance     |
| ----- | ----------------------------------------------- | ---------- | ----- | ------------- | --------------- |
| 2018  | Semi-marathon de Lima                           | Lima       | 3e    | Semi-marathon | 1 h 18 min 13 s |
| 2018  | Championnats d'Amérique du Sud de semi-marathon | Paramaribo | 1re   | Semi-marathon | 1 h 20 min 21 s |
| 2020  | Coupe panaméricaine de cross-country            | Victoria   | 3e    | Cross-country | 33 min 25 s     |
| 2022  | 10 km de Lima                                   | Lima       | 1re   | 10 kilomètres | 33 min 25 s     |
| 2023  | Semi-marathon de San Blas                       | Coamo      | 2e    | Semi-marathon | 1 h 15 min 15 s |
| 2023  | Marathon de Lima                                | Lima       | 4e    | Marathon      | 2 h 32 min 34 s |
| 2024  | Marathon de Rotterdam                           | Rotterdam  | 6e    | Marathon      | 2 h 25 min 23 s |
| 2024  | Jeux olympiques                                 | Paris      | 18e   | Marathon      | 2 h 29 min 1 s  |

### Piste
| Année | Compétition                                         | Lieu      | Place | Épreuve  | Temps          |
| ----- | --------------------------------------------------- | --------- | ----- | -------- | -------------- |
| 2018  | Championnats d'Amérique du Sud d'athlétisme espoirs | Cuenca    | 1re   | 10 000 m | 36 min 58 s 03 |
| 2019  | Championnats d'Amérique du Sud d'athlétisme         | Lima      | 4e    | 10 000 m | 33 min 48 s 46 |
| 2019  | Jeux panaméricains                                  | Lima      | 7e    | 10 000 m | 33 min 14 s 12 |
| 2023  | Championnats d'Amérique du Sud                      | São Paulo | 2e    | 5 000 m  | 16 min 12 s 45 |
| 2023  | Championnats d'Amérique du Sud                      | São Paulo | 2e    | 10 000 m | 34 min 26 s 0  |
| 2023  | Jeux panaméricains                                  | Santiago  | 4e    | 10 000 m | 33 min 18 s 21 |

### Course en montagne
| no  | féminin       | Course                                               | Longueur | Départ            | Temps           |
| --- | ------------- | ---------------------------------------------------- | -------- | ----------------- | --------------- |
| 29e | Médaille d'or | Andes Race - 13K                                     | 13,0 km  | 25 août 2018      | 59 min 49 s     |
| 8e  | Médaille d'or | Championnats d'Amérique du Sud de course en montagne | 14,0 km  | 1er décembre 2018 | 1 h 14 min 17 s |
| 25e | Médaille d'or | Andes Race - 13K                                     | 13,0 km  | 31 août 2019      | 57 min 11 s     |
| 5e  | 5e            | Championnats du monde de course en montagne          | 14,7 km  | 15 novembre 2019  | 1 h 18 min 10 s |

## Records
| Épreuve       | Performance          | Date          | Lieu           |
| ------------- | -------------------- | ------------- | -------------- |
| 1 500 mètres  | 4 min 42 s 69        | 4 mai 2019    | Lima           |
| 3 000 mètres  | 9 min 34 s 29        | 5 mars 2022   | Lima           |
| 5 000 mètres  | 16 min 12 s 72       | 6 août 2022   | Lima           |
| 10 000 mètres | 33 min 14 s 12       | 6 août 2019   | Lima           |
| 10 kilomètres | 31 min 44 s (AR)     | 26 avril 2025 | Herzogenaurach |
| Semi-marathon | 1 h 18 min 13 s      | 20 mai 2018   | Lima           |
| Marathon      | 2 h 25 min 23 s (NR) | 14 avril 2024 | Rotterdam      |